# Torrione INA
El Torrione INA, o simplemente Torrione, a veces denominado Torre della Vittoria, es un rascacielos de Brescia (Italia), situado en la Piazza della Vittoria. Diseñado por Marcello Piacentini y completado en 1932, con sus 57.25 m de altura fue el primer rascacielos construido en Italia. También fue el edificio de hormigón armado más alto de Europa. El edificio se puede alcanzar desde la estación Vittoria del Metro de Brescia.

## Historia
En Italia, el rascacielos surgió durante el ventenio fascista, siguiendo la estela de la influencia ejercida por la escuela de Chicago, donde tuvo su origen esta tipología arquitectónica. Sobre el tema de los rascacielos los contactos entre los diseñadores europeos y estadounidenses fueron muy intensos con motivo del concurso para la Tribune Tower de Chicago de 1922, en el que participaron Adolf Loos, Walter Gropius, Adolf Meyer y Marcello Piacentini, entre otros. Así se despertó en el arquitecto italiano un gran interés por la tipología a torre y por los arquitectos estadounidenses que la habían desarrollado, hasta aplicarla en sus proyectos en Italia, el primero de los cuales fue el de la remodelación urbanística del centro histórico de Brescia.
En 1928 el Ayuntamiento de Brescia concedió al arquitecto Marcello Piacentini el encargo de rediseñar el centro histórico de la ciudad, con el objetivo de mejorar la viabilidad y resolver la ya añosa cuestión de la zona considerada más degradada de la ciudad, el denominado quartiere delle Pescherie (literalmente, «barrio de las pescaderías»). Desarrollado a lo largo de los siglos a espaldas de las principales plazas de Brescia (la Piazza della Loggia al norte, la Piazza del Duomo al este y la Piazza del Mercato al suroeste), se caracterizaba por sus estrechos y tortuosos callejones bordeados por altos edificios, en su mayoría en mal estado. Las condiciones higiénicas y sanitarias de la zona eran consideradas las peores de la ciudad y la cultura fascista comparaba el barrio con un tumor que debía ser extirpado.
El proyecto de Piacentini contemplaba la demolición casi total del barrio de las Pescherie y su sustitución por una amplia plaza, denominada Piazza della Vittoria, que estaría rodeada por elegantes edificios que reproducirían, con formas modernas, elementos decorativos típicos de las construcciones renacentistas de Brescia. Para acentuar la modernidad de su proyecto, Piacentini decidió realizar un edificio innovador, que no tuviera igual en Italia. Nació así el primer rascacielos italiano, el Torrione («torreón»), llamado así por voluntad de su creador y de su constructor, para evitar que fuera equiparado a los rascacielos estadounidenses, colocándolo en su lugar como continuador de la tradición de las grandes torres medievales italianas; también fue definido en italiano como Edificio Multipiano y Casa Alta. Su función era alojar la sede de Assicurazioni INA, por eso actualmente también es conocida como Torre delle Assicurazioni.
El arquitecto Piacentini, padre del novecentismo arquitectónico del régimen fascista, inicialmente hostil hacia el aumento de la altura de los edificios, se orientó, en un segundo momento, hacia la necesidad de modificar las alturas de lo construido, no desdeñando las «torres», consideradas por él como expresión de modernidad. En Brescia, por primera vez en Italia, tuvo la posibilidad de construir un edificio de gran altura, ya que los gobernantes de la ciudad no pusieron ningún tipo de limitación en ese sentido. Para realizar el Torrione, Piacentini se inspiró en un proyecto suyo que presentó al concurso de la Tribune Tower de Chicago en 1922.
En la primera versión del proyecto el Torrione tenía una altura de 51 m y doce plantas. Posteriormente, Piacentini decidió añadir una planta más, que hizo que el edificio alcanzara los 57.25 m. La zona en la que se iba a construir el Torrione fue adquirida por el Istituto Nazionale Assicurazioni, que se convirtió por tanto en el financiador del proyecto. La dirección de las obras fue confiada al ingeniero Gino Cipriani y para su ejecución se constituyó un consorcio de empresas locales (la Società Anonima Bresciana Imprese Consorziate), compuesto por las empresas Pisa, Baiguera, Cis y Paroletti. En abril de 1931 se completaron los cimientos del rascacielos, mientras que a principios de septiembre de ese mismo año se finalizó el forjado de la segunda planta. La construcción del Torrione avanzaba al ritmo de una planta cada quince días y a principios de enero de 1932 se completó la cubierta de la última terraza. En unos ocho meses de trabajo, se había completado la estructura portante del Torrione.
El edificio, junto con la Piazza della Vittoria, fue inaugurado el 1 de noviembre de 1932 en una solemne ceremonia, en la que participó el mismo Duce en persona. Las crónicas de ese día relatan, con un hilo de retórica, que Benito Mussolini desafió a los novísimos ascensores eléctricos del rascacielos: escogió las escaleras y subió a pie las trece plantas del Torrione, llegando primero a la terraza panorámica, sin que sus muchos seguidores pudieran seguirle el ritmo. También se realizó un noticiero del Instituto Luce para inmortalizar la ceremonia de inauguración. Durante la Segunda Guerra Mundial los sótanos del rascacielos fueron utilizados como refugio antiaéreo, como demuestra una «R» rodeada por un círculo todavía visible en una pared del edificio.

## Descripción

La Piazza della Vittoria con el Torrione.

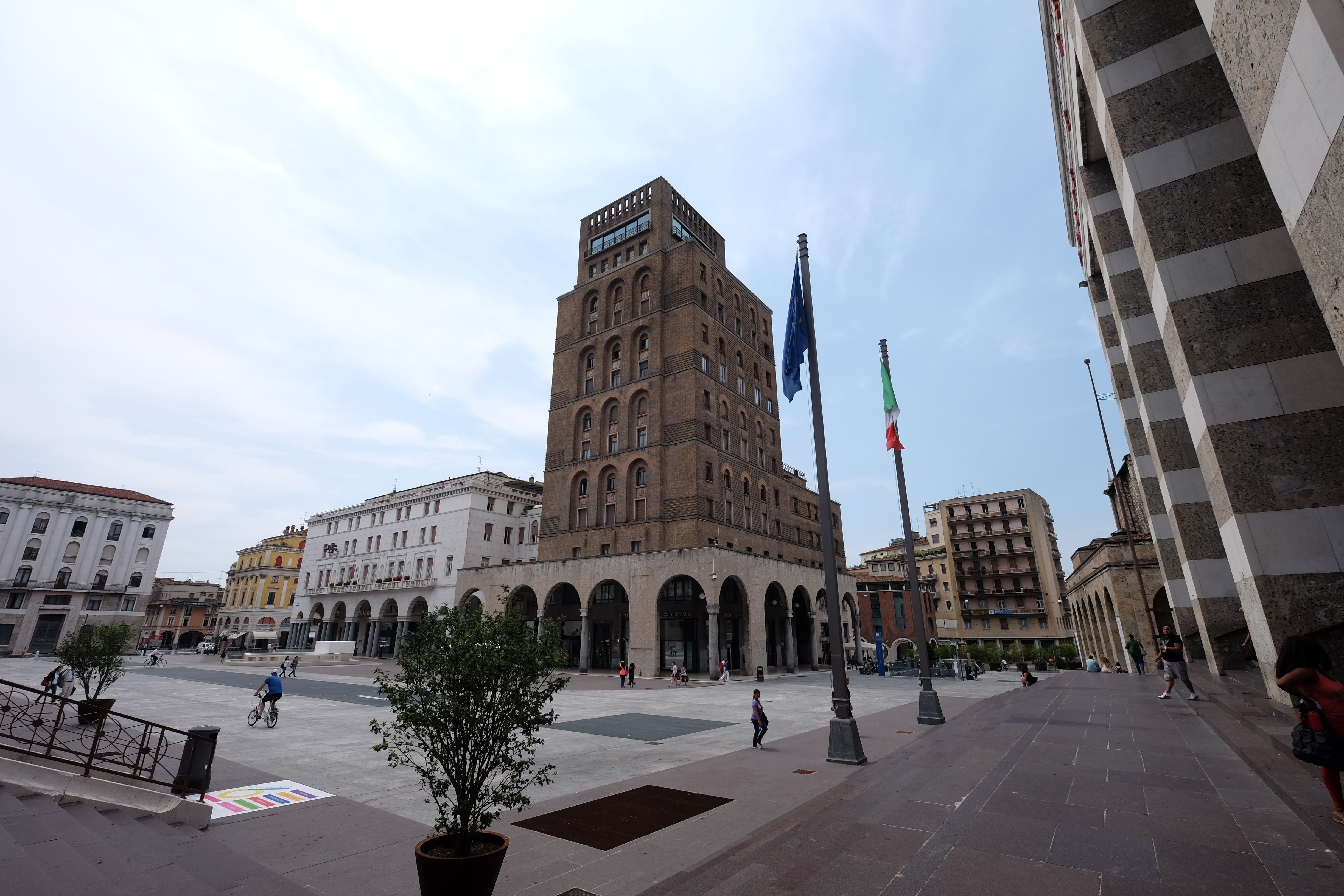
Otra imagen de la plaza.

El Torrione se encuentra en una parcela de unos 1500 m², de los cuales 674 m² están cubiertos por soportales, y tiene una altura de 57.25 m con trece plantas sobre rasante (la planta baja, el entresuelo y las once plantas superiores), además de dos sótanos, donde se encuentran las plantas técnicas y las bodegas. En total, contiene catorce locales comerciales y doscientas cincuenta habitaciones dedicadas a oficinas o a uso residencial. El edificio está constituido por una base de forma rectangular, de 41.2 m de longitud y 22.4 m de anchura, que está rodeada por soportales en tres de sus lados. A partir de la sexta planta un retranqueo reduce la superficie por planta, dejando espacio a amplias terrazas orientadas hacia la Via Giuseppe Garibaldi, para proseguir desde la séptima con la elevación de la torre, con unas dimensiones de 22.4 x 22.0 m, orientada hacia la Piazza della Vittoria.
En el interior, una galería atraviesa la estructura en sentido longitudinal; esta galería, junto con el pórtico perimetral, constituye una zona cubierta de paso de uso público. Las dos últimas plantas ocupan una menor superficie, ya que las fachadas norte, sur y oeste están retranqueadas respecto al perímetro de la torre. En el interior del edificio hay un patio elevado que sirve de cubierta del entresuelo, delimitado por las dos alas de la parte posterior. La última planta, dotada de amplios ventanales, fue diseñada para que albergara un restaurante panorámico desde el cual se pudieran admirar las vistas de toda la ciudad; por este motivo, su techo fue decorado con un mapa que mostraba los nombres de los diferentes monumentos y localidades visibles desde el Torrione. El local, que permaneció abierto durante varios años, fue adquirido posteriormente por el arquitecto Fedrigolli, que lo transformó en su estudio.
En la cima del Torrione se colocó un ingenioso mecanismo eléctrico que permitía iluminar la Piazza della Vittoria desde arriba, imitando la luz solar y evitando el uso de farolas. Por la tarde, un conjunto de potentes proyectores eran elevados sobre la cima del edificio para permitir la iluminación nocturna, mientras que durante el día estos proyectores permanecían abatidos al nivel del techo, ocultos a la vista para no alterar la forma del edificio. El Torrione tiene dos escaleras y cinco ascensores (cuatro en la parte anterior más alta y uno en la posterior).
Desde el punto de vista arquitectónico, el Torrione retoma el estilo de los rascacielos de la escuela de Chicago. Todo el edificio está revestido con ladrillo caravista, excepto el pórtico sobre columnas de granito del Garda y la parte baja del edificio, revestida en piedra cornabò y granito. La decisión de utilizar el ladrillo como material de revestimiento no fue casual: Piacentini había estudiado con atención el impacto que tal construcción tendría en el skyline del centro histórico de Brescia y, para hacer que el Torrione se insertara armónicamente entre las cúpulas y torres medievales, eligió como revestimiento un material tradicional, el ladrillo, que evoca cromáticamente los techos de teja de las construcciones circundantes.
La fachada principal del rascacielos, orientada hacia la plaza, se caracteriza por la presencia de doce grandes arcos, cada uno de los cuales rodea las ventanas de dos plantas. La propia fachada está decorada además con doce bajorrelieves de terracota realizados por el ceramista Vittorio Saltelli, que representan las actividades productivas típicas de Brescia. Otro bajorrelieve de terracota, realizado por el escultor Arturo Martini y que representaba la Anunciación, estaba colocado originalmente en los soportales debajo del Torrione. De esta obra se ha perdido de la pista: hay quien dice que fue destruida durante los bombardeos de la Segunda Guerra Mundial y quien en cambio sostiene que fue robada por desconocidos.

### Algunos datos

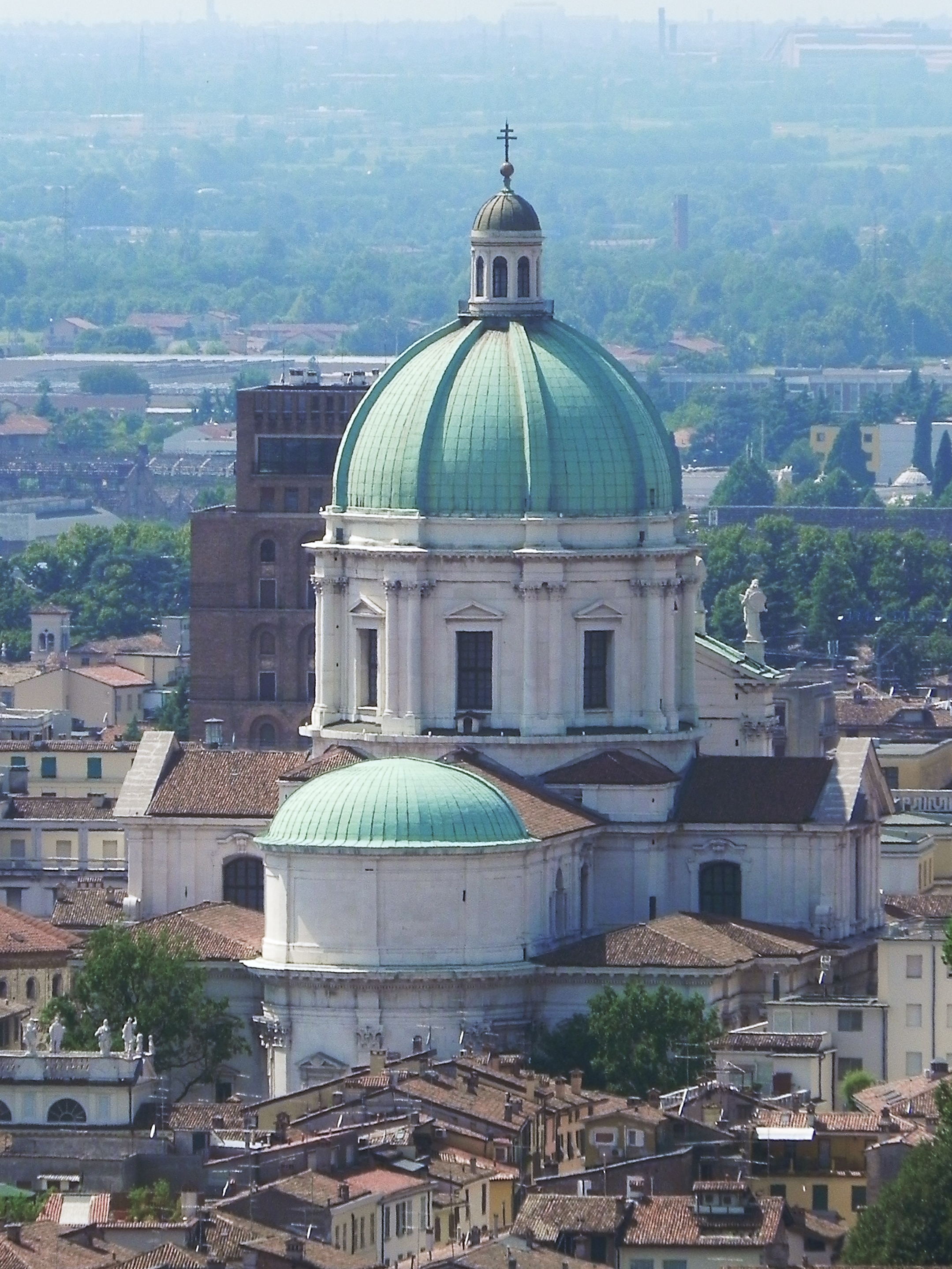
El skyline de Brescia, con el Torrione de la Piazza Vittoria detrás de la cúpula de la Catedral nueva.

El material escogido para construcción del Torrione fue el hormigón armado, preparado con 1.20 m³ de grava mezclada con arena y 350 kg de cemento. Los cimientos, para cuya realización fue necesaria la excavación de 18 000 m³ de terreno, fueron concebidos como una losa comparable a un forjado, constituida por seis grandes vigas en celosía con mallas triangulares, con una longitud de entre 35 y 40 m, una altura de 8 m y una anchura de 2.20 m, colocadas longitudinalmente con el objetivo de descargar uniformemente sobre el terreno todo el peso del edificio. Los forjados de las diferentes plantas fueron diseñados para soportar las siguientes sobrecargas accidentales: 1000 kg/m² para los forjados de los dos sótanos y de la planta baja, 300 kg/m² para los forjados de las plantas superiores y 500 kg/m² para las escaleras.
La estructura portante del Torrione, proyectada por Luigi Compagna con el asesoramiento de Gino Cipriani, Arturo Danusso del Politécnico de Milán, Alberto Magrini y Luigi Giove, fue estudiada cuidadosamente para que resistiera a la presión ejercida por el viento. La parte inferior del edificio fue diseñada para que fuera capaz de resistir vientos con un valor de la escala de Beaufort comprendido entre 10 y 11 (de 95.4 km/h), mientras que la parte superior tiene un valor comprendido entre 11 y 12 (resiste a vientos de 127.8 km/h). Para la construcción de la estructura portante y los cimientos se usaron 5419 m³ de hormigón y 700 000 kg de hierro, con un coste total de 1.72 millones de liras de la época, que suponen el 23 % del coste total de la construcción. Además, en las obras se usaron en total 1100 m³ de hierro, 14 000 m³ de hormigón y 2000 m³ de mampostería.

## Influencia del Torrione en la arquitectura italiana
La construcción del Torrione, concebido por Marcello Piacentini como arquetipo del rascacielos italiano, tuvo una gran repercusión en la prensa de la época y fue tomado como modelo para los posteriores rascacielos italianos. Rápidamente, varias ciudades italianas decidieron imitar a Brescia y dotarse de una «torre». Surgió así una especie de «carrera del rascacielos», que se interrumpiría bruscamente con el estallido de la Segunda Guerra Mundial. Entre los edificios en altura construidos en la década de 1930, bajo la influencia del Torrione de Brescia, podemos citar la Torre Littoria de Turín, diseñada por Armando Melis de Villa y Giovanni Bernocco, inaugurada en 1934 y con un revestimiento de ladrillos similar al del Torrione; la Torre Snia Viscosa de Milán, diseñada por Alessandro Rimini y completada en 1937; y la Torre Piacentini de Génova, realizada en 1940 por el propio Piacentini inspirándose en el Torrione de Brescia, que fue el primer rascacielos italiano que superó los 100 m de altura y el rascacielos más alto de Europa hasta 1952.

## El primer rascacielos de hormigón de Europa

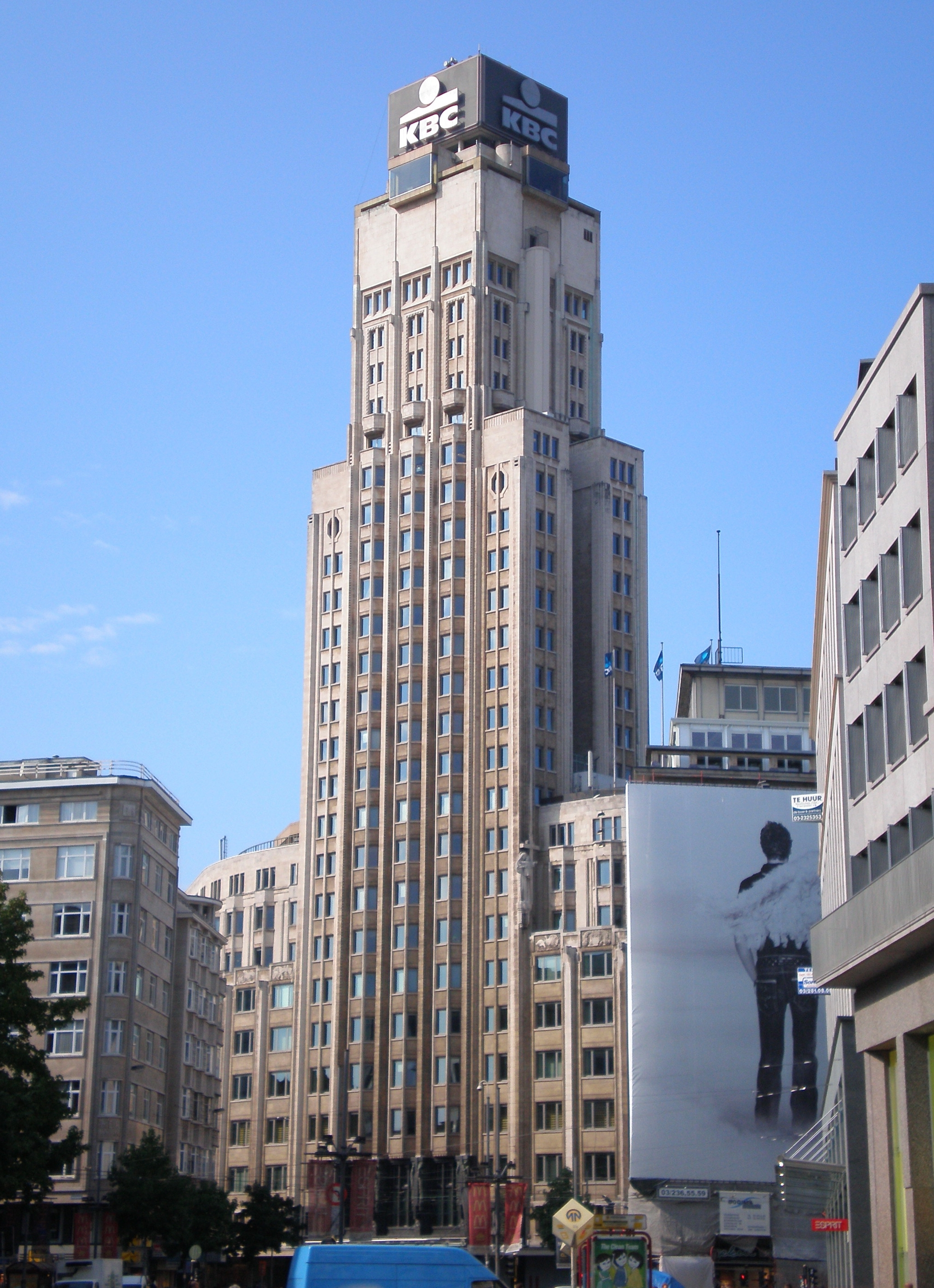
El Boerentoren de Amberes.

El título de primer rascacielos de Europa está disputado por un reducido número de edificios construidos en el Viejo Continente durante la década de 1920. En esta «competición» participa con buen derecho el Torrione bresciano de Marcello Piacentini, ya que se construyó en los mismos años que el edificio que presume con mayor frecuencia de la primacía europea, el Boerentoren de Amberes (Bélgica), construido entre 1929 y 1932. Sus arquitectos, Emiel van Averbeke, Jan R. Van Hoenacker y Jos Smolderen, lo diseñaron en estilo art déco, con una altura original de 87.5 m, veintiséis plantas y una estructura portante de acero.
Otra construcción a tener en cuenta en esta competición es el Edificio Telefónica situado en la Gran Vía de Madrid (denominado inicialmente Palacio de la Compañía Telefónica), cuya construcción se inició en 1926 y terminó en 1930, obra del arquitecto Ignacio de Cárdenas Pastor, aunque su volumetría casi cúbica lo podría excluir de la definición tradicional de «rascacielos» dado que la altura no prevalece lo suficiente. Si el origen del Torrione se puede rastrear en la ciudad de Chicago, en el caso del Edificio Telefónica se puede encontrar un parentesco tipológico en Nueva York y, como es conocido, en el desarrollo de este género arquitectónico, a finales del siglo xix, la rivalidad entre las dos metrópolis estadounidenses era casi proverbial. El arquitecto se inspiró en los edificios de la compañía telefónica presentes en los Estados Unidos, optando por una estructura de ladrillo y granito, con vigas de acero.
Resulta, por tanto, que el Torrione de Piacentini, desde el punto de vista del sistema estructural, es probablemente el primer rascacielos de hormigón armado de Europa, tal y como indicó la revista L'illustrazione italiana en 1932, o en todo caso uno de los primeros.